# 戈爾戈塔鄉
44°47′N 26°5′E / 44.783°N 26.083°E
戈爾戈塔鄉（羅馬尼亞語：Comuna Gorgota, Prahova），是羅馬尼亞的鄉份，位於該國中南部，由普拉霍瓦縣負責管轄，面積33平方公里，海拔高度108米，2007年人口5,414，人口密度每平方公里166人。